# Fezail Aghamali
Fezail Aghamali est un homme politique azerbaïdjanais, membre des IIe, IIIe, IVe, Ve, VIe législatures de l'Assemblée nationale d'Azerbaïdjan.

## Biographie
Fazail Aghamali est né le 26 août 1947 dans la région de Sisian. Il est diplômé de la faculté d'histoire de l'Université d'État de Bakou.
Il parle russe.

### Carrière
En 1992, il a été vice-ministre de la sécurité sociale de la République d'Azerbaïdjan, et en 1993-1994, il a été premier vice-ministre du travail et de la protection sociale de la population.
Fezail Aghamali est membre du comité de la politique juridique et de la construction de l'État de l'Assemblée nationale et vice-président de la commission disciplinaire. Il est le chef du groupe de travail sur les relations interparlementaires Azerbaïdjan-Turkménistan, membre des groupes de travail sur les relations avec les parlements de Bulgarie, Israël, Suède, Russie, Slovénie et Turquie.
Il est membre de la délégation azerbaïdjanaise à l'Assemblée interparlementaire de la CEI.
Il est le président du parti de la patrie.

### Famille
F. Aghamali est marié et a trois enfants.

## Prix
- Ordre de la Gloire